# Liste von Wissenschaftlern, Technikern, Erfindern und Forschern der DDR
Dies ist eine Liste der Wissenschaftler, Techniker, Erfinder und Forscher der DDR, das heißt von Personen, die zwischen 1945 und 1990 in diesen Berufen bzw. Kategorien in der Sowjetischen Besatzungszone und in der DDR wirkten oder teilweise dort wirkten.

## Naturwissenschaftler und Techniker
- Werner Albring (1914–2007), Ingenieur
- Manfred von Ardenne (1907–1997), Physiker und Mediziner
- Heinz Barwich (1911–1966), Kernphysiker
- Lothar Budach (1935–2007), Mathematiker und Informatiker
- Peter-Klaus Budig (1928–2012), Ingenieur und Politiker
- Bruno H. Bürgel (1875–1948), Astronom
- Heinrich Dathe (1910–1991), Zoologe, langjähriger Direktor des Tierparks Berlin
- Ludwig Eberlein (* 1931), Ingenieur
- Franz X. Eder  (1914–2009), Physiker aus München tätig in der DDR
- Günter Eisenreich (1933–2015), Mathematiker[1]
- Hans-Heinz Emons (* 1930), Chemiker
- Thomas Friedrich (1949–2018), Mathematiker[2]
- Klaus Fuchs (1911–1988), Physiker und Spion
- Ernst-Joachim Gießmann (1919–2004), Physiker und Politiker
- Werner Gilde (1920–1991), internationaler Experte für Schweißtechnik und langjähriger Direktor des Zentralinstituts für Schweißtechnik (ZIS) Halle
- Siegfried Gottwald (1943–2015), Mathematiker
- Werner Hartmann (1912–1988), Physiker und Begründer der Mikroelektronik
- Robert Havemann (1910–1982), Chemiker
- Gerhard Heber (1927–2010), theoretischer Physiker
- Klaus Hennig (* 1936), Physiker
- Hermann Henselmann (1905–1995), Architekt
- Dieter B. Herrmann (1939–2021), Astronom, Physiker und Fernsehmoderator
- Gustav Hertz (1887–1975), Physiker und Nobelpreisträger
- Cuno Hoffmeister (1892–1968), Astronom
- Ulrich Hofmann (* 1931), Physiker
- Karl Hans Janke (1909–1988), Erfinder
- Wilhelm Kämmerer (1905–1994), Ingenieur und Computerpionier
- Herbert Kästner (* 1936), Mathematiker
- Karlheinz Adolf Kannegießer (1928–2003), Physiker[3]
- Heinz Kautzleben (* 1934), Geophysiker und Kosmoswissenschaftler
- Ott-Heinrich Keller (1906–1990), Mathematiker
- Lothar Kolditz (1929–2025), Chemiker
- Edeltraud Kolley (* 1940), theoretische Physikerin
- Winfried Kolley (* 1940), theoretischer Physiker
- Herbert Kurke (* 1939), Mathematiker
- Karl Lanius (1927–2010), Physiker
- Eberhard Ladwig (1923–2006), Botaniker
- Nikolaus Joachim Lehmann (1921–1998), Mathematiker und Wegbereiter des Kleincomputers
- Artur Lösche (1921–1995), Physiker
- Fritz Lützenberg (1901–1974), Agrarwissenschaftler (Geflügel- und Pelztierzucht)
- Klaus Matthes (1931–1998), Mathematiker
- Heinrich Mauersberger (1909–1982), Ingenieur und Erfinder in der Textilindustrie
- Hermann Meusel (1909–1997), Botaniker und Pflanzengeograph
- Kurt Mothes (1900–1983), Botaniker
- Gerhard Musiol (* 1930), Physiker
- Harry Paul (* 1931), Physiker
- Heinz Pose (1905–1975), Physiker
- Rudolf Arthur Pose (* 1934), Physiker[4][5]
- Samuel Mitja Rapoport (1912–2004), Arzt und Biochemiker
- Tom Rapoport (* 1947), Biochemiker
- Alfred Recknagel (1910–1994), Physiker
- Jens Reich (* 1939), Molekularbiologe, Arzt und Essayist
- Hans Reichardt (1908–1991), Mathematiker
- Alfred Rieche (1902–2001), Chemiker
- Robert Rompe (1905–1993), Physiker
- Joachim Sauer (* 1949), Physikochemiker
- Martin Scheffler (1919–2013), Maschinenbauingenieur
- Werner Scheler (1923–2018), Pharmakologe und Politiker
- Siegfried Schiller (1933–2021), Physiker und Forschungsorganisator
- Günther Schilling (1930–2018), Agrikulturchemiker
- Heinz Schilling (1929–2018), theoretischer Physiker
- Josef Schintlmeister (1908–1971), Physiker aus Österreich tätig in der DDR
- Ernst Schmutzer (1930–2022), theoretischer Physiker
- Kurt Schröder (1909–1978), Mathematiker
- Hans Singer (1921–1979), Chemiker
- Karl Smeykal (1900–1980), Chemiker, Nationalpreisträger
- Max Steenbeck (1904–1981), Kernphysiker und Plasmaphysiker
- Hans Stephani (1935–2003), theoretischer Physiker
- Günter Tembrock (1918–2011), Zoologe und Verhaltensforscher
- Hans-Jürgen Treder (1928–2006), Physiker
- Hans Triebel (* 1936), Mathematiker, theoretischer Physiker
- Klaus Ulbricht (* 1938), Chemiker
- Wolfgang Voelkner (1933–2025), Ingenieur
- Horst Völz (* 1930), Physiker und Informationswissenschaftler
- Günter Vojta (1928–2021), theoretischer Physiker
- Diedrich Wattenberg (1909–1996), Astronom
- Erna Weber (1897–1988), Mathematikerin und Statistikerin
- Cornelius Weiss (1933–2020), Chemiker und Politiker
- Hans Wendler (1905–1989), Konstrukteur für Dampflokomotiven, insbesondere Kohlenstaubfeuerung für Braunkohle
- Horst Wenzel (1922–2013), Mathematiker
- Eugen-Georg Woschni (1929–2022), Nachrichtentechniker
- Lutz Zülicke (* 1936), theoretischer Chemiker
- Eberhard Zeidler (1940–2016), Mathematiker

## Wirtschaftswissenschaftler
- Eva Altmann (1903–1991), Wirtschaftswissenschaftlerin, Gründungsrektorin der Hochschule für Ökonomie Berlin
- Friedrich Behrens (1909–1980), Wirtschaftswissenschaftler
- Arne Benary (1929–1971), Wirtschaftswissenschaftler
- Gunther Kohlmey (1913–1999), Wirtschaftswissenschaftler
- Helmut Koziolek (1927–1997), Wirtschaftswissenschaftler
- Jürgen Kuczynski (1904–1997), Historiker und Wirtschaftswissenschaftler
- Thomas Kuczynski (1944–2023), Statistiker und Wirtschaftswissenschaftler
- Alfred Lemmnitz (1905–1994), Wirtschaftswissenschaftler und Politiker
- Christa Luft (* 1938), Wirtschaftswissenschaftlerin und Politikerin
- Hans Mottek (1910–1993), Wirtschaftshistoriker
- Fred Oelßner (1903–1977), Wirtschaftswissenschaftler und Politiker
- Waltraud Falk (1930–2015), Wirtschaftswissenschaftlerin

## Mediziner
- Horst Bibergeil (1925–2013), Diabetologe
- Heinrich Bredt (1906–1989), Arzt
- Charles Coutelle (* 1939), Humangenetiker
- Fritz Gietzelt (1903–1968), Röntgenologe
- Friedrich Jung (1915–1997), Pharmakologe
- Gerhardt Katsch (1887–1961), Diabetologe
- Horst Klinkmann (* 1935), Internist
- Gerhard Klumbies (1919–2015), Internist und Psychotherapeut
- Theodor Matthes (1909–2006), Onkologe
- Moritz Mebel (1923–2021), Urologe
- Gerhard Mohnike (1918–1966), Diabetologe
- Otto Prokop (1921–2009), Anatom und Gerichtsmediziner
- Ingeborg Rapoport (1912–2017), Neonatologin
- Samuel Mitja Rapoport (1912–2004), Biochemiker
- Karl-Ludwig Schober (1912–1999), Herzchirurg
- Karl-Wolfgang Zschiesche (1933–1996), Pathologe

## Kultur-, Literatur- und Sozialwissenschaftler
- Manfred Bierwisch (1930–2024), Linguist
- Detlev Blanke (1941–2016), Esperantologe
- Brigitte Burmeister (* 1940), Literaturwissenschaftlerin
- Hans-Otto Dill (* 1935), Romanist
- Theodor Frings (1886–1968), Germanist
- Alfred Kantorowicz (1899–1979), Literaturwissenschaftler
- Victor Klemperer (1881–1960), Literaturwissenschaftler
- Werner Krauss (1900–1976), Romanist
- Ronald Lötzsch (1931–2018), Sprachwissenschaftler
- Günter Mayer (1930–2010), Kultur- und Musikwissenschaftler
- Hans Mayer (1907–2001), Literaturwissenschaftler
- Werner Mittenzwei (1927–2014), Theater- und Literaturwissenschaftler, Brecht-Forscher
- Ernst Niekisch (1889–1967), Soziologe und Politiker
- Gertrud Pätsch (1910–1994), Linguistin, Ethnologin, Kartwelologin
- Wolfgang Steinitz (1905–1967), Linguist, Ethnologe und Volksliedsammler
- Dieter Strützel (1935–1999), Kulturwissenschaftler und Soziologe
- Eberhard Röhner (1929–2017), Kultur- und Literaturwissenschaftler, Hochschuldozent an der PHS

## Historiker und Archäologen
- Helmut Bock (1928–2013), Neuzeithistoriker
- Stefan Doernberg (1924–2010), Historiker und Diplomat
- Ernst Engelberg (1909–2010), Neuzeithistoriker und erster Präsident der Deutschen Historiker-Gesellschaft
- Paul Grimm (1907–1993), Mittelalterarchäologe
- Rigobert Günther (1928–2000), Althistoriker
- Joachim Herrmann (1932–2010), Prähistoriker
- Ernst Hoffmann (1912–2003), marxistischer Philosoph und Historiker
- Liselot Huchthausen (1927–2020), Altphilologin
- Johannes Irmscher (1920–2000), Althistoriker und Gräzist
- Fritz Jürß (* 1932), Altphilologe
- Horst Klengel (1933–2019), Altorientalist
- Charlotte Knabe (1907–1991), Archivarin und Historikerin
- Werner Krenkel (1926–2015), Altphilologe
- Achim Leube (* 1936), Prähistoriker
- Walter Markov (1909–1993), Historiker und Widerstandskämpfer
- Gotthard Neumann (1902–1972), Prähistoriker
- Ernst Günther Schmidt (1929–1999), Altphilologe
- Helmuth Stoecker (1920–1994), Historiker
- Wilhelm Unverzagt (1892–1971), Prähistoriker
- Liselotte Welskopf-Henrich (1901–1979), Althistorikerin
- Martin Robbe (1932–2013), Orientalist

## Andere
- Ernst Bloch (1885–1977), Philosoph
- Ludwig Deiters (1921–2018), Architekt
- Georg Klaus (1912–1974), Philosoph
- Gerhart Neuner (1929–2008), Pädagoge
- Karl Polak (1905–1963), Staatsrechtler
- Otto Reinhold (1925–2016), Gesellschaftswissenschaftler
- Rolf Reißig (* 1940), Gesellschaftswissenschaftler